# Batymetri
Batymetri er studiet af undersøisk dybde af sø eller havbund. Med andre ord, er batymetri er en undersøisk model af topografi. Navnet kommer fra græsk βαθύς (bathus), "dyb", og μέτρον (metron), "måling".
Batymetriske diagrammer fremstilles typisk til at understøtte sikkerheden ved overflade- eller undervandsnavigation, og viser som regel havbundens terræn som højdekurver (kaldet dybdekonturlinjer). En batymetrisk beskrivelse kan fx benyttes til navigation. Man benytter ligeledes batymetriske data til opstilling af numeriske modeller, der skal beskrive vandstrømninger.